# Els Biesemans

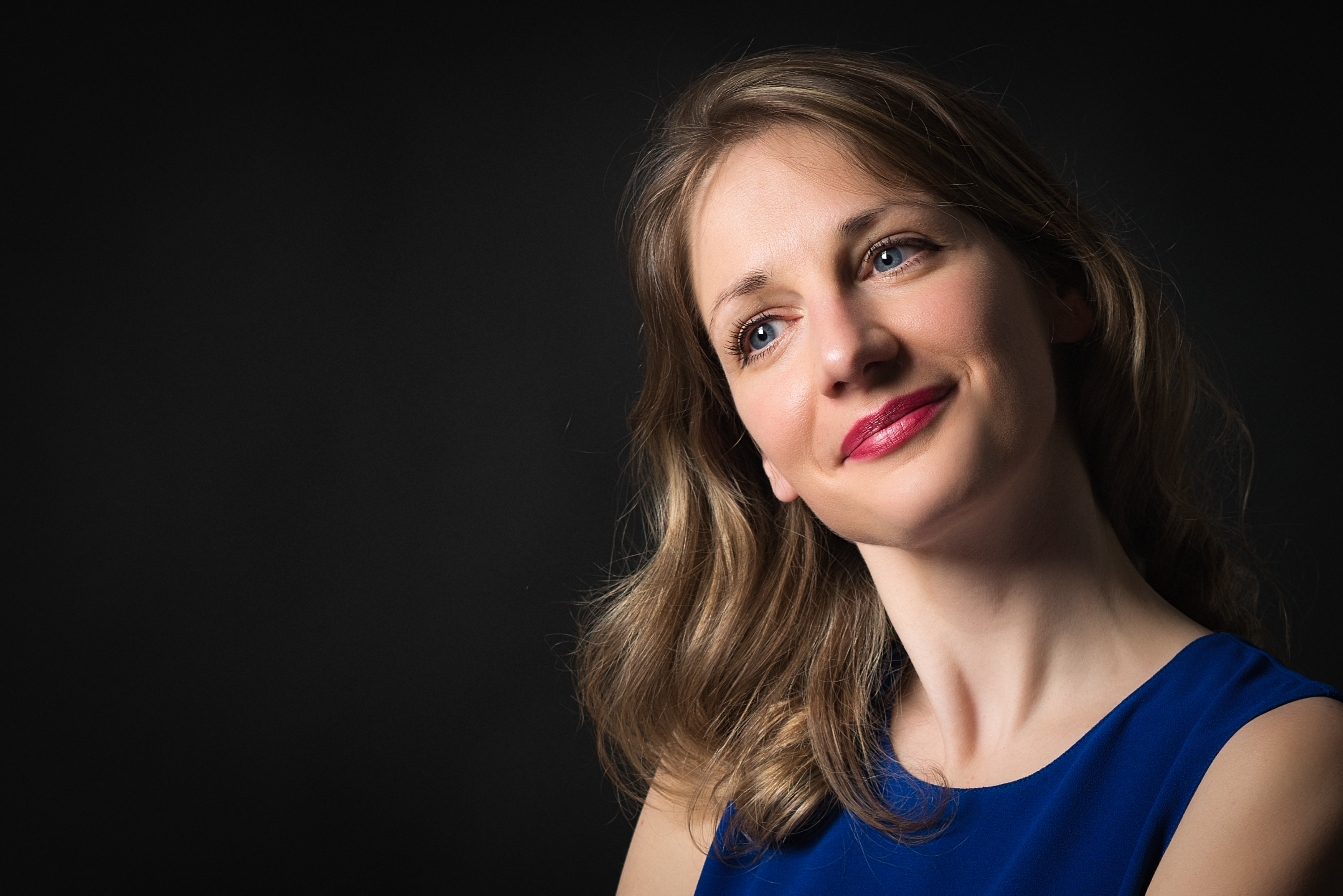
Els Biesemans (2017)

Els Biesemans (* 1978 in Antwerpen, Belgien) ist eine belgische Organistin und Pianistin, die in Zürich lebt.

## Werdegang
Els Biesemans studierte an der LUCA School of Arts Löwen in Belgien Klavier bei Alan Weiss und Jan Vermeulen, Orgel bei Reitze Smits und Kammermusik. Ihr Studium schloss sie mit dem Master of Music und der höchsten Auszeichnung für Orgel und Klavier ab. Danach absolvierte sie ein Fortbildungsstudium auf dem Hammerklavier bei Jesper Christensen sowie Orgel bei Andrea Marcon und Wolfgang Zerer an der Schola Cantorum Basiliensis in Basel.
Als Solistin konzertierte Biesemans in Europa, Japan, Kanada und den USA. In den Jahren 2006/2007 führte sie das komplette Orgelwerk von Johann Sebastian Bach in 19 Konzerten in Zürich auf. Sie war von 2002 bis 2006 Titularorganistin an der Van-Bever-Orgel in der Kirche der Dominikaner in Brüssel, von 2006 bis 2009 an der Kirche Maria Krönung in Zürich-Witikon. Seit Mai 2010 hat sie diese Funktion an der reformierten Kirche Bühl in Zürich-Wiedikon. Sie ist zudem seit 2010 künstlerische Leiterin der Musik in der Bühlkirche sowie des Zürcher Hammerklavierfestivals.
Sie gibt neben Orgelkonzerten Konzerte auf dem Hammerklavier und tritt dabei sowohl als Solistin als auch in kammermusikalischer Besetzung auf. Als Solistin ist Els Biesemans u. a. in der Philharmonie Berlin, der Philharmonie Essen, Tonhalle Zürich und in der Philharmonique Royal Liège aufgetreten. Sie gastierte u. a. beim Bachfestival Montréal, Bachfest Leipzig, Musikfest Bremen, Festival van Vlanderen, BOZAR Music Brüssel, Forum Alte Musik Zürich, Toulouse-les-Orgues und an der Boston Clavichord Society in den USA.
Biesemans realisierte verschiedene Aufnahmen für den französischen, belgischen und den schweizerischen Rundfunk.

## Auszeichnungen
Biesemans hat u. a. den internationalen Orgelwettbewerb in Vilnius und den Arp-Schnitger-Orgelwettbewerb in Bremen gewonnen. Weitere Preise erhielt sie u. a. in den internationalen Orgelwettbewerben Internationaal Orgelconcours Nijmegen, Internationale Orgelwedstrijd van het Festival van Vlaanderen Brügge, Internationaler Orgelwettbewerb 'Max Reger und Olivier Messiaen' in Graz, 5. Internationaler Orgelwettbewerb Musashino in Tokio, Concours d’orgue de la ville de Paris, Internationaler Bach-Orgelwettbewerb in Leipzig und Canadian International Organ Competition (Bach Prize) in Montréal.

## Repertoire
Biesemans spielt Orgel, Hammerklavier, Clavichord, Cembalo, romantisches oder modernes Klavier. Sie widmet sich der historischen Aufführungspraxis und verfügt über ein Orgelrepertoire, das die Literatur vom späten Mittelalter bis in die Moderne umfasst.

## Diskografie
Unter dem Label Genuin classics hat sie erstmals auf historischem Hammerklavier den Zyklus Das Jahr und andere Klaviermusik von Fanny Hensel und die Transkriptionen von Franz Liszt zu Liedern von Franz Schubert, Felix Mendelssohn Bartholdy und Frédéric Chopin eingespielt.
- Die musikalische Welt des Hans Georg Nägeli, Toccaten von Nägeli, Waldstein-Sonate von Beethoven, Werke von Clementi. CD. SoloMusica, 2023.
- Winterreise, Lieder von Franz Schubert, Frédéric Chopin und Felix Mendelssohn-Bartholdy übertragen von Franz Liszt. CD. Genuin, 2015.
- Das Jahr, mit Klavierwerken von Fanny Hensel-Mendelssohn. CD. Genuin, 2012.
- Duruflé in Dudelange, mit den gesamten Orgelwerken von Maurice Duruflé. CD. Animato, 2008.
- Symphonic organ music from Brussels and Paris. CD. Et’Cetera, 2005.